# Sonochimie
La sonochimie est un domaine de la chimie qui étudie les effets des ondes ultrasonores sur les réactions chimiques. Ces effets chimiques ne sont pas dus à une interaction directe entre l'onde ultrasonore et les réactifs que l'on souhaite transformer (plus couramment dégrader). La clef de la sonochimie repose sur une modification des propriétés physico-chimiques du milieu grâce au phénomène de cavitation acoustique et qui est donc à l'origine des transformations chimiques observées lors de la sonication.

## Propriétés
Lorsque l'onde ultrasonique se propage dans un milieu liquide (solvant), elle génère des petites bulles de gaz ou de vapeur appelées bulles de cavitation[source insuffisante]. Celles-ci grossissent avec le temps jusqu’à atteindre une taille critique où elles implosent (s'effondrent), créant, selon la théorie des points chauds, des conditions de pression et de température extrêmes (4 500 à 5 000 °C et 1 700 atm). Cette implosion fournit l’énergie nécessaire aux transformations chimiques.
On observe la formation de bulles de cavitation aussi[réf. nécessaire] dans les infrasons, la plage des audiofréquences (en) (16 Hz à 18 kHz), et ce jusqu'à 3 MHz, où la cavitation n'est plus possible[pas clair]. La sonochimie ne se limite donc pas aux ultrasons.

## Instrumentation
Les expériences de sonochimie peuvent être réalisées de deux façons[réf. nécessaire] :
- grâce à un bain à ultrasons (opérant en général à 20 kHz). Pour ce faire, le réacteur (ballon, bécher, etc.) contenant les réactifs est placé dans l'eau de la cuve du bain à ultrasons. Des transducteurs placés au fond de la cuve émettent des ondes par piézoélectricité. Les ondes ainsi formées se propagent à travers l'eau puis à travers le solvant de la réaction où les transformations chimiques ont lieu ;

- grâce à une sonotrode (opérant en général entre 20 et 200 kHz). Pour ce faire, la pointe de la sonotrode est immergée directement dans la solution contenant les réactifs, à 1 cm environ sous la surface et à 1 cm des parois du réacteur pour éviter les arcs électriques. Les ondes sont transmises directement dans la solution rendant la sonotrode plus efficace que le bain à ultrasons.

## Réactions chimiques
Si l'explication des procédés d'activation sonochimiques relève d'une étude physique du système, la sonochime est avant tout un procédé chimique.

### L'étape d'activation
Les conditions de pression et de température extrêmes en solution dues à l'implosion des bulles de cavitations permettent la formation des radicaux hydroxyles hautement réactifs.
{\displaystyle {\ce {H2O -> ... -> HO*}}}
Les radicaux hydroxyles se distinguent par un pouvoir oxydant très élevé : E°(HO., H2O)= 2,76. Une fois en solution leur temps de vie est très faible (de l'ordre du nano seconde), en effet le radical réagit immédiatement avec un réactif quelconque dans son environnement. Des propriétés si particulières que c'est l'ensemble des procédés d'oxydation avancée qui vise à la formation de ces molécules. L'une des applications directe est la dégradation des polluants réfractaires. 

### Réactions et modifications du substrat
L'utilisation des ultrasons permet, selon les réactions, d'obtenir des résultats différents de ceux obtenus par la méthode traditionnelle, à savoir le chauffage.
Parmi ces effets, on trouve l'amélioration du rendement de réaction, une diminution du temps de réaction ou encore un changement de la régiosélectivité de la réaction.
Un des exemples typiques de sélectivité implique la réaction de l'acide nitrique avec les alcools. L'agitation mécanique produit l'ester nitrique tandis que la sonication produit un acide carboxylique.

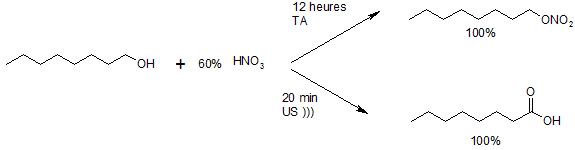
Exemple de sélectivité induite par les ultrasons

## Les atouts de la sonochimie
La particularité de la sonochimie est l’absence de réactifs introduits en solution. La sonochimie, parfois vue trop coûteuse à l'échelle industrielle, se couple donc très facilement à d'autres procédés. Le couplage le plus courant est celui avec le procédé électro-Fenton[réf. nécessaire].

## Applications industrielles
La sonochimie a de nombreuses applications : vieillissement artificiel du vin, dépollution, décontamination, décapage en profondeur de la surface des matériaux, ciblage de tumeurs cancéreuses.

## Journaux scientifiques
Des journaux scientifiques relatent les effets des ultrasons sur les réactions chimiques. 
Le journal Ultrasonics Sonochemistry s'est spécialisé dans la publication d'articles concernant l'utilisation des ultrasons pour des applications chimiques ou physiques.